# Strike Back (série de televisão)
Strike Back é uma série de televisão britânica/americana dos gêneros ação e militar, baseado em um romance de mesmo nome pelo romancista e ex- Special Air Service (SAS) soldado Chris Ryan . A série segue as ações da Seção 20, um ramo secreto do britânico Defence Intelligence serviço (DI), que operam várias missões de alto risco, prioritários em todo o globo. A série começou a emitir em Sky1 em 5 de maio de 2010, mostrando a primeira série de seis partes. Depois de uma segunda série foi encomendada, foi anunciado que o Cinemax seria co-produtor da franquia. O primeiro episódio da segunda série de dez partes, sob o título de banner Projeto Alvorada, no Reino Unido, foi ao ar no Cinemax, em 12 de agosto de 2011. A terceira série de dez partes, sob o título Strike Back: Vengeance, começou a ser exibida no Cinemax em 17 de agosto de 2012. Em 3 de outubro de 2012, Cinemax e Sky encomendou uma quarta série, que foi transmitido pela Cinemax começando em 9 de agosto de 2013. [ 1 ] [ 2 ] A dez episódio quinta e última temporada vai ao ar em 2015.
O produtor executivo Andy Harries ganhou espera do romance e armou uma adaptação para a televisão Sky, mesmo que ele não tinha lido. Sky encomendou a série como parte de um compromisso de 10 milhões de libras adaptar romances em dramas originais seguintes os sucessos de adaptação Terry Pratchett 's Discworld romances. Após a participação do Cinemax partir da segunda série, a série enfrentou uma re-imaginação, devido à ausência da primeira ligação série Richard Armitage, que era na altura a filmar O Hobbit na Nova Zelândia. Antes de filmar vários membros do elenco participou de treinamento bootcamp pelo ex-SAS e serviço especial do barco (SBS) diretores. A série foi filmado em locações na África do Sul, embora partes da segunda série foram filmadas na Hungria.
Avaliações para Strike Back foi relativamente alta para as redes de originais. A estreia Sky1 foi visto por quase 400 mil espectadores (de acordo com dados durante a noite), triplicando a audiência média de intervalo de tempo do canal, depois de três meses. Projeto Amanhecer estreou para mais de 600.000. A estreia Cinemax, entretanto, viu a rede suas melhores classificações desde 2005. As três primeiras temporadas foram lançadas em DVD e Blu-ray Disc .

## Chris Ryan Strike Back (2010)
A primeira série é composta por seis episódios. Segue-se John Porter (Richard Armitage), que se demitiu da SAS após uma missão de resgate no Iraque que levou a invasão norte-americana  em 2003, onde dois colegas soldados foram mortos, aparentemente por um menino de treze anos de idade que Porter não conseguiu matar, tornando Porter responsável. 
Sete anos mais tarde, Porter é "reativado" após o sequestro do jornalista Katie Dartmouth (Orla Brady) pelos mesmos terroristas que ele lutou sete anos anteriores, incluindo o mesmo menino, As'ad. Porter consegue resgatar Dartmouth e se junta a Seção 20, encabeçada por Hugh Collinson (Andrew Lincoln), que também estava presente durante a missão fatídica. Até o final da série, é revelado que Collinson foi quem matou os soldados, e cobriu isso.  A oficial da Seção 20 Layla Thompson (Jodhi May) descobre isso, e chantageia Collinson em salvar a vida de Porter no Afeganistão. Lá, Porter descobre que durante a missão, Collinson entrou em pânico e confundiu os soldados com terroristas. Neste instante membros do Taliban invadem sua localização, e Collinson é mortalmente ferido, enquanto esta auxiliando a fuga de Porter.

## Projeto Alvorada (2011)
A segunda série é composta de dez episódios. Porter é capturado por um terrorista paquistanês chamado Latif (Jimi Mistry) ao investigar uma operação planejada de Latif, o Projeto Dawn. O sargento Michael Stonebridge (Philip Winchester) encontra desonrado ex Delta Force operatório Damian Scott (Sullivan Stapleton), que não seria contratado pelo mesmo empreiteiros militares privados, que já trabalhou com Porter para rastrear Latif. Depois de Porter é executado, Seção 20 descobrir Porter deixou as pistas da equipe a um hotel em Nova Deli, Índia, onde um grupo de terroristas tentam capturar um cientista armas com o conhecimento do escondidas armas de destruição em massa originalmente usado para plantar no Iraque, que serve como parte do Projeto Dawn. A arma, ou seja, gás de nervos VX foi mantido em armazenamento, e Latif tem conhecido sobre sua existência.
Seção 20 de busca mundial por Latif termina em Budapeste, Hungria, onde eles aprendem que ele está usando homens-bomba por implantá-las com dispositivos explosivos dentro de seus corpos, que por sua vez irá liberar o VX. As tentativas de ataques contra a Cúpula Mundial eram, na verdade, um desvio para capturar ex-general paquistanês Akmal Ramiz (Silas Carson), que Latif medos fará Paquistão mais acessível para o oeste. Ele também captura Seção 20 cabeças coronel Eleanor Grant (Amanda Mealing) em uma tentativa de confessar a "Operação Cavalo de Tróia", que planejava plantar VX no Iraque, ao mesmo tempo, expondo Porter e enquadrar Scott; Grant tentou encobrir a operação de vergonha. No final, as forças de Grant Latif para atirar uma vasilha VX vazio, com os explosivos ainda está intacta, matando os dois. Embora Scott ganha o arquivo que iria limpar o seu nome, ele decide gravar o arquivo e permanecer na Seção 20. Enquanto isso, Stonebridge decide sair para estar com sua esposa grávida.

## Vengeance(2012)
A terceira série é composta por dez episódios. O ex-inteligência militar operativa, Major Rachel Dalton (Rhona Mitra) assume o comando da Seção 20. Eles trabalham em toda a África para colocar as mãos em quatro gatilhos nucleares que estão nas mãos erradas depois de uma missão na Somália. Os gatilhos foram originalmente vendidos para Conrad Knox (Charles Dance), um bilionário e filantropo Inglês com sede na África do Sul, que dirige a Fundação Knox, acusado de desarmar regiões instáveis. No entanto, torna-se evidente que ele está usando as armas para armar sua própria milícia e está usando os gatilhos para construir armas nucleares com a intenção de libertar África "a um ponto em que sua voz não é ouvida, mas apenas ouviu." Devido à influência de Knox, Seção 20 é forçado a ir escuro para detê-lo. Nesse meio tempo, Stonebridge busca vingança contra Craig Hanson (Shane Taylor) pelo assassinato de sua esposa, e Scott tem de lidar com Agência Central de Inteligência (CIA) agente Christy Bryant (Stephanie Vogt), com quem ele costumava trabalhar matança do contrato. Até a conclusão da série, duas das bombas foram recuperados, e os dois restantes foram desarmados antes que eles pudessem destruir Joanesburgo, Stonebridge cumpre sua vingança, e Knox se mata quando ele falhar.

## Sombra de Guerra(2013)
A quarta série é composta de dez episódios. Scott e Stonebridge são recordados de férias na Califórnia para capturar Leo Kamali (Zubin Varla), um membro do alto escalão de uma célula terrorista liderado por al-Zuhari, um terrorista indescritível. Depois de capturá-lo na Colômbia é revelado que Kamali está trabalhando cobertura profunda com a CIA para parar al-Zuhari. Como Kamali é pressionado a trabalhar com a Seção 20, Dalton está suspenso pelo coronel Philip Locke (Robson Verde), que assume o comando. Dalton é posteriormente morto pelo real Exército Republicano Irlandês (IRA), que uniram forças com o grupo de al-Zuhari. Enquanto isso, Scott e Stonebridge são procurados pelamáfia russa depois de matar o filho do chefe da máfia Arkady Ulyanov (Marcel Iureş) na Colômbia. Scott descobre que ele teve um filho de um de seus relacionamentos passados, enquanto Stonebridge está infectado com uma neurotoxina durante uma das missões da Seção 20 em Beirute, o que afeta suas habilidades de combate.
Depois de atacar a embaixada britânica em Budapeste, o IRA eo grupo de al-Zuhari roubar um NATO disco rígido e enviá-lo para uma prisão na Rússia, onde um hacker sueco e prisioneiro, Erik Andersson, é forçado a decifrá-lo. Enquanto em missão na Rússia, Seção 20 também tornar-se consciente de uma instalação secreta onde os cientistas da al-Zuhari são weaponising varíola a ser usado para atacar bases da NATO. Após a missão, Stonebridge é dado o antídoto para a toxina, e Kamali é executado por homens da Al-Zuhari para ser um agente duplo. Seção 20 aprender que o grupo de al-Zuhari pretende atacar uma base da NATO em Berlim, Alemanha, onde é revelado que Kamali falsificou a sua morte, tendo sido por trás da operação o tempo todo (é revelado que os israelenses mataram al-Zuhari seis meses antes). Depois de os terroristas infectar com sucesso um trem e do hospital da base da OTAN, Seção 20 frustrar a conspiração de Kamali para voar um avião sobre Berlim para infectar a cidade. Ambos Kamali e Ulyanov são mortos por 20 durante uma troca arranjada por Locke. Em seus últimos momentos, Kamali revela que sua filha Ester tem um pingente que contém a cura para a varíola, embora apenas o suficiente para salvar os infectados no hospital.

## Legado(2015)
Strike Back voltou para Cinemax julho em 31, 2015 para a série final de dez novos episódios. Inicialmente prevista para o verão de 2014, a estação teve de ser adiado devido a uma lesão off-set para a estrela da série Sullivan Stapleton.